# Mianus
Mianus ist ein Ort im Fairfield County des US-Bundesstaates Connecticut. Der Ort gehört politisch zur Stadt Greenwich und grenzt an dessen Stadtteile Cos Cob, Riverside, North Mianus und Palmers Hill.
Der Ort liegt ca. 7 m über dem Meeresspiegel am westlichen Ufer der Mündung des gleichnamigen Flusses in den Long Island Sound, die die längliche Bucht Cos Cob Harbor bildet. Über diese führen eine Eisenbahn- und zwei Straßenverbindungen vom östlich gelegenen Stamford nach Greenwich und weiter nach New York City. Mianus liegt am Nordostrand des Ballungsgebietes von New York City. Manhattan ist rund 40 km entfernt.
Frühere Bezeichnungen des Ortes waren Upper Landing und Mayamus. Bekanntheit erlangte Mianus durch die MTV-Sendung Jackass, in der ausgeschlachtet wurde, dass Mianus wie my anus (mein Anus) ausgesprochen wird.